# Прапор Гасселта
Прапор Гасселта був офіційно прийнятий муніципальною радою 24 червня 1986 року як муніципальний прапор бельгійського міста Гасселт столиці провінції Лімбург. 7 жовтня 1986 року він був підтверджений урядом Фландрії та остаточно опублікований 3 грудня 1987 року в офіційному бельгійському державному віснику .

Офіційно прапор описується так: 
П'ять однаково високих смуг білого і зеленого кольорів.
Прапор використовувався вже в 19 столітті та на початку 20 століття. Кольори, ймовірно, походять від правої частини міського герба. 

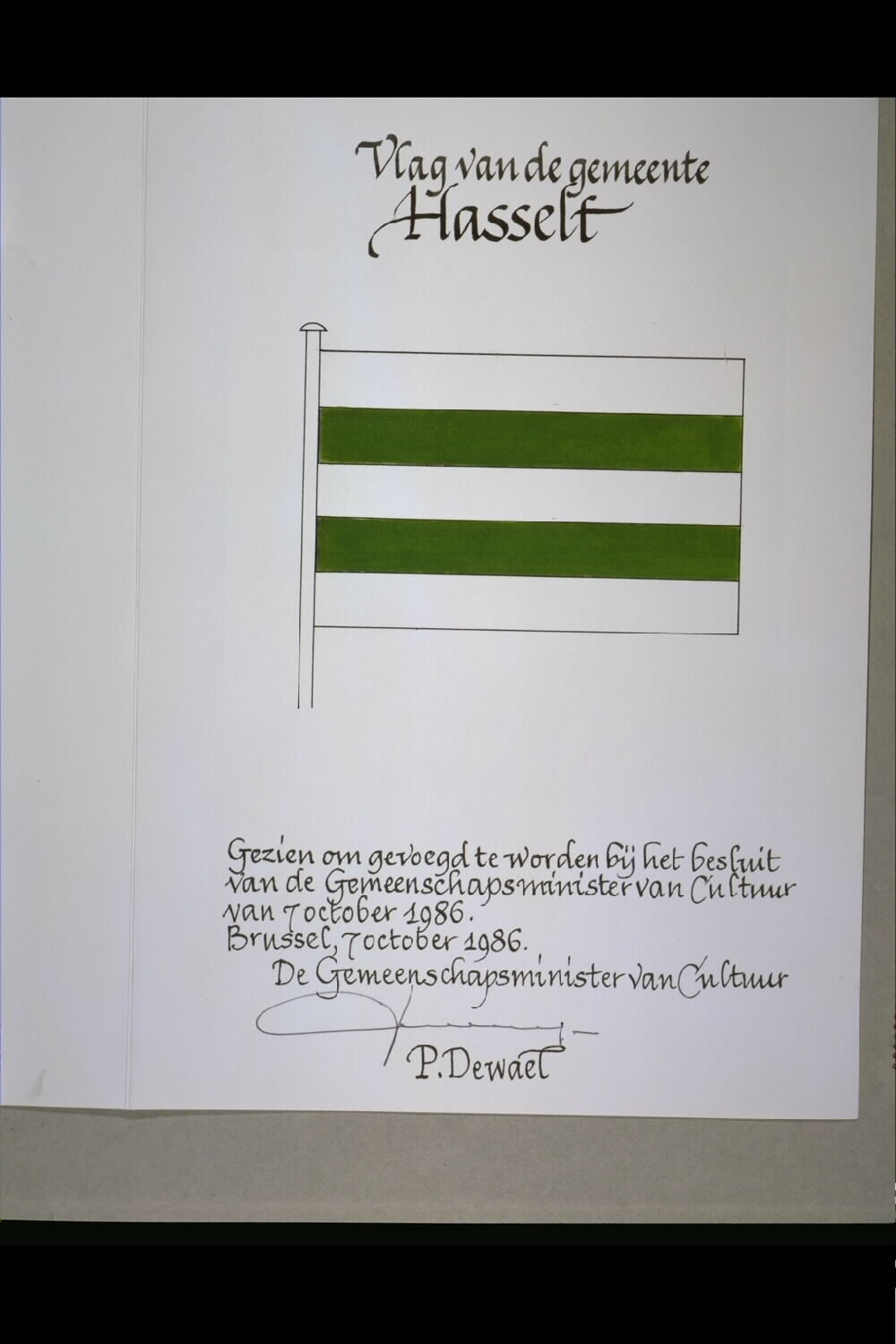
Декларація статусу рухомої спадщини
Герб Гасселта